# Dos d'Âne
Pour les articles homonymes, voir Dos d'âne.
 (septembre 2017).
Si vous disposez d'ouvrages ou d'articles de référence ou si vous connaissez des sites web de qualité traitant du thème abordé ici, merci de compléter l'article en donnant les références utiles à sa vérifiabilité et en les liant à la section « Notes et références ».

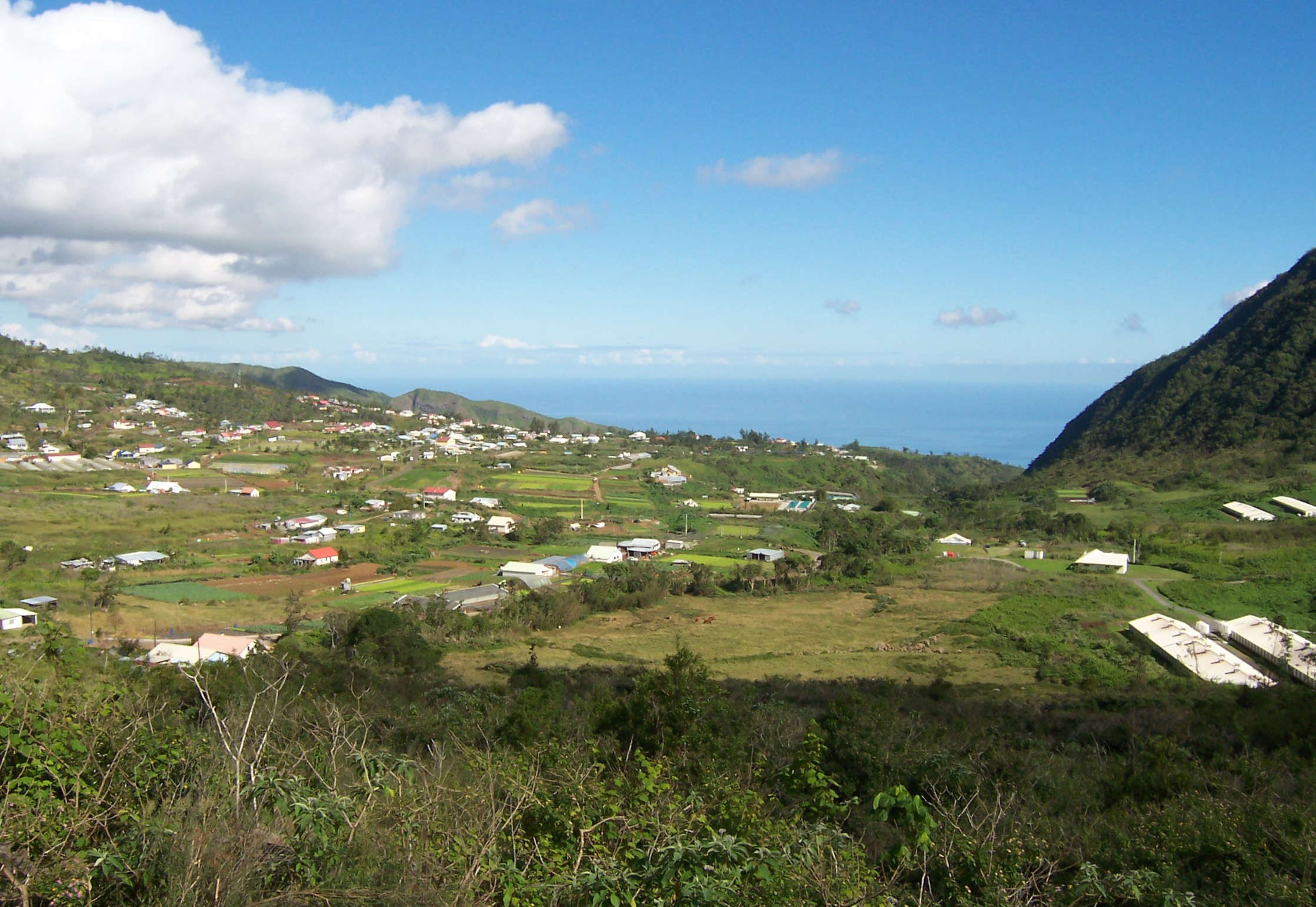
Vue surplombante de Dos d'Âne.

Dos d'Âne est un lieu-dit de l'île de La Réunion. Situé dans les Hauts de La Possession, une commune située au nord-ouest du territoire, il se présente sous la forme d'un îlet à vocation agricole installé sur un petit plateau en surplomb de la vallée creusée par la Rivière des Galets, à environ mille mètres d'altitude. Base de départ pour les adeptes du deltaplane, il accueille par ailleurs des locaux de l'Institut de l'image de l'océan Indien, dont le siège est au Port.